# Coupe du monde de triathlon 2002
Navigation
Édition précédente Édition suivante
La coupe du monde de triathlon 2002 est composée de 12 courses organisées par la Fédération internationale de triathlon (ITU). Chacune des courses est disputée au format olympique soit 1500 m de natation, 40 km de cyclisme et 10 km de course à pied.

## Étapes de l'épreuve
| Date         | Lieu           | Format | Homme           | Femme             |
| ------------ | -------------- | ------ | --------------- | ----------------- |
| 31 mars      | Geelong        | M      | Peter Robertson | Loretta Harrop    |
| 27 avril     | St. Petersburg | M      | Sylvain Dodet   | Michellie Jones   |
| 19 mai       | Ishigaki       | M      | Peter Robertson | Barbara Lindquist |
| 9 juin       | Gamagori       | M      | Greg Bennett    | Loretta Harrop    |
| 14 juillet   | Edmonton       | M      | Simon Whitfield | Siri Lindley      |
| 21 juillet   | Corner Brook   | M      | Simon Whitfield | Siri Lindley      |
| 28 juillet   | Tiszaújváros   | M      | Craig Walton    | Siri Lindley      |
| 31 août      | Lausanne       | M      | Filip Ospalý    | Siri Lindley      |
| 7 septembre  | Hambourg       | M      | Greg Bennett    | Jill Savege       |
| 21 septembre | Nice           | M      | Miles Stewart   | Sheila Taormina   |
| 6 octobre    | Makuhari       | M      | Miles Stewart   | Jill Savege       |
| 13 octobre   | Funchal        | M      | Ivan Rana       | Andrea Whitcombe  |

## Par nation
| Rang | Nation      | Victoires |
| ---- | ----------- | --------- |
| 1    | Australie   | 10        |
| 2    | États-Unis  | 6         |
| 3    | Canada      | 4         |
| 4    | Espagne     | 1         |
| 4    | France      | 1         |
| 4    | Tchéquie    | 1         |
| 4    | Royaume-Uni | 1         |

## Classements généraux
| Rang               | Nom                    |
| ------------------ | ---------------------- |
| Médaille d'or      | Greg Bennett           |
| Médaille d'argent  | Ivan Rana              |
| Médaille de bronze | Andrew Johns           |
| 4                  | Chris Hill             |
| 5                  | Peter Robertson        |
| 6                  | Martin Krňávek         |
| 7                  | Hamish Carter          |
| 8                  | Bevan Docherty         |
| 9                  | Dmitriy Gaag           |
| 10                 | Volodymyr Polikarpenko |

| Rang               | Nom               |
| ------------------ | ----------------- |
| Médaille d'or      | Siri Lindley      |
| Médaille d'argent  | Barbara Lindquist |
| Médaille de bronze | Loretta Harrop    |
| 4                  | Michellie Jones   |
| 5                  | Kathleen Smet     |
| 6                  | Nicole Hackett    |
| 7                  | Leanda Cave       |
| 8                  | Laura Reback      |
| 9                  | Jill Savege       |
| 10                 | Sheila Taormina   |